# Prezident i ego vnučka
Prezident i ego vnučka (Президент и его внучка) è un film del 1999 diretto da Tigran Keosajan.

## Trama
Una giovane donna che ha iniziato a partorire prematuramente è stata portata in ospedale. Il problema è che suo suocero era un famoso generale che pretendeva che i medici dessero alla luce un nipote sano.